# Des filles et des moteurs
Des filles et des moteurs est le vingt-cinquième tome de la série Michel Vaillant. Il a pour thème principal la conciliation entre la vie sentimentale et la vie professionnelle des pilotes.

## Synopsis
Quelques jours avant leur mariage, Michel Vaillant et Françoise Latour célèbrent leurs fiançailles. Steve Warson fait la connaissance de Ruth, une jeune Anglaise dont il tombe rapidement sous le charme, et Yves Douléac délaisse sa carrière en sports-prototypes pour courir en rallye avec Gabrielle Spangenberg dont il est amoureux. Au moment où la saison des courses reprend, Yves et Gabrielle terminent seconds au rallye de Monte-Carlo, mais Otto Spangenberg interdit ensuite à sa fille de revoir Yves... Steve perd la trace de Ruth mais il apprend qu'elle sera à Indianapolis à l'occasion des 500 miles, et Françoise a du mal à cacher son angoisse en voyant Michel, désormais son mari, courir en Formule 1.

## Personnages réels présents

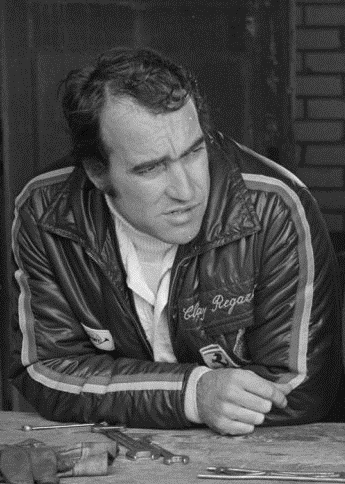
Clay Regazzoni, souvent opposé à Steve Warson dans cet épisode.

- Stéphane Collaro
- Gérard Crombac
- Jacky Ickx
- Clay Regazzoni
- Emerson Fittipaldi
- Andrea De Adamich

## Véhicules remarqués

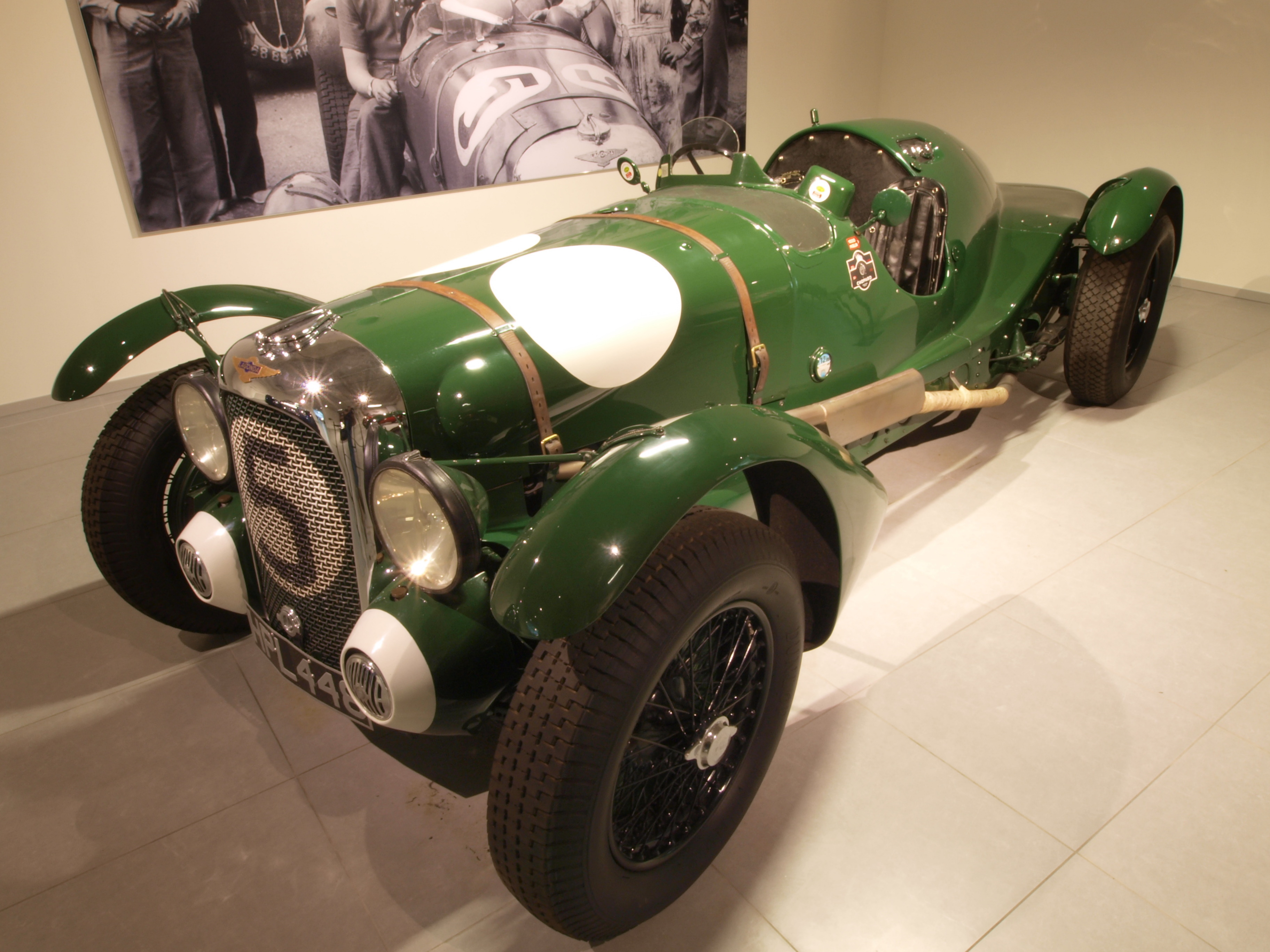
La Lagonda V12, troisième des 24 Heures du Mans 1939 évoquées par Henri Vaillant lors des fiançailles de Françoise et Michel.

- Citroën SM cabriolet
- Ferrari 365 Daytona
- Mercedes 350 SLC
- Maserati Bora
- Alpine A310
- Bugatti Type 57C
- Lagonda Le Mans V12
- Buggy Meyers Manx
- Alpine A110
- Datsun 240Z
- Peugeot J7
- Lancia Stratos HF
- Ferrari 312 B3
- Lotus 72
- McLaren M23
- Tyrrell 006

## Publication

### Revues
Les planches de Des filles et des moteurs furent publiées dans le Journal de Tintin entre le 1er janvier et le 12 mars 1974 (n° 1/74 à 11/74).

### Album
Le premier album fut publié aux Éditions du Lombard en 1974 (dépôt légal 04/1974).